# Ménisque médial de l'articulation du genou
Le ménisque médial du genou (ou fibrocartilage semi-lunaire interne du genou ou ménisque interarticulaire interne du genou) est une formation fibrocartilagineuse qui est placé entre le condyle médial du fémur et le condyle médial de la surface articulaire supérieure du tibia. Il complète le ménisque latéral de l'articulation du genou pour former une ceinture méniscale entre les surface articulaires du fémur et du tibia intervenant dans l'articulation fémoro-tibiale.

## Description
Le ménisque médial du genou est une lame prismatique triangulaire recourbée en C ouvert latéralement. Il est plus épais dans sa partie postérieure
Sa corne antérieure se fixe sur le tibia en avant du ligament croisé antérieur.
Sa corne postérieure est fixée sur la surface intercondylaire du tibia en arrière de l'éminence intercondylaire.entre les attaches du ménisque latéral et le ligament croisé postérieur
Extérieurement il adhère à la capsule articulaire qui est renforcé par le ligament ménisco-tibial médial constitué par le faisceau profond du ligament collatéral tibial de l'articulation du genou.
La corne antérieure est reliée au bord antérieur de la corne antérieure du ménisque latéral par le ligament transverse du genou derrière le corps adipeux infrapatellaire.

## Aspect clinique
Une lésion aiguë du ménisque médial s'accompagne fréquemment d'une lésion du ligament croisé antérieur ou du ligament collatéral tibial.
La guérison du ménisque médial n'est généralement possible que si le patient est très jeune, généralement <15 ans.
Les dommages au tiers externe du ménisque ont le meilleur potentiel de guérison en raison de l'apport sanguin, mais les deux tiers internes du ménisque médial ont un apport sanguin limité et donc une capacité de cicatrisation limitée.
Les grosses déchirures du ménisque peuvent nécessiter une réparation ou une ablation chirurgicale.
Si le ménisque doit être retiré en raison d'une blessure, le patient a un risque accru de développer une arthrose du genou plus tard dans la vie.